# Wilke te Brummelstroete
Wilke te Brummelstroete (1957) is een Nederlandse mezzosopraan.

## Carrière
Wilke te Brummelstroete werd geboren in  1957 in Doetinchem. Ze behaalde haar einddiploma Uitvoerend Musicus (UM) aan het Koninklijk Conservatorium van Den Haag. Ze volgde masterclasses bij Kurt Equiluz en Martin Isepp aan de Britten Pears School of Music in Aldeburgh (Verenigd Koninkrijk) en bij Mitsuko Shirai en Hartmut Höll aan het Mozarteum in Salzburg (Oostenrijk).
In 1991 debuteerde zij op het operapodium als Dido in Henry Purcells opera Dido and Aeneas. Ze heeft een breed repertoire opgebouwd variërend van muziek uit de vroege Barok, de Klassieke en Romantische tijd tot en met hedendaagse composities.
In 2021 maakte ze een carrière-switch met de oprichting van haar bedrijf InterMezzo Catering, waarmee ze "recepten die ze vond in de vele landen die ze bezocht tijdens haar zangcarrière" (citaat website) presenteert.

### Operarollen
Wilke te Brummelstroete zong onder andere de volgende operarollen:
- Opera's van Claudio Monteverdi: Proserpina in L'Orfeo, Melanto, Minerva en Penelope in Il ritorno d'Ulisse in patria, Ottavia in L'incoronazione di Poppea
- Opera's van George Friedrich Händel: Ruggiero in Alcina, Storge in Jephta, Tirinto in Imeneo, Juno en Ino in Semele, Teseo in Arianna in Creta
- Opera's van Richard Wagner: de Walkure Siegrune in Die Walküre (van 2006 tot 2010 op de Bayreuther Festspieleen in 2013 bij De Nationale Opera), Fricka in Das Rheingold Utrechts Studenten Orkest Bas Pollard (2013)
- The Rake's Progress, Igor Stravinsky: Mother Goose Onafhankelijk Toneel
- Carmen, Georges Bizet: titelrol

### Overige
Naast opera's zong ze solorollen in bekende werken als het Requiem van W.A. Mozart en de gelijknamige werken van Giuseppe Verdi en Maurice Duruflé. Daarnaast werkte ze mee aan CD-opnames van Bachcantates met John Eliot Gardiner. Deel I van de serie CD's ontving in 2005 de Gramophone Award, categorie Baroque Vocal (Record of the Year). Ze soleerde eveneens onder andere in Beethovens Missa Solemnis met het Royal Liverpool Philharmonic Orchestra, in Il Tramonto van Ottorino Respighi met Holland Symfonia, Les Nuits d'Eté van Hector Berlioz, de Wesendonck-Lieder van Richard Wagner en de Folksongs van Luciano Berio.

### Optredens en festivals
Wilke te Brummelstroete trad op bij De Nederlandse Opera, tijdens het Festival Oude Muziek Utrecht, het Holland Festival, het Göttingen Handel Festival, het Beijing Festival (China), het Massachusetts International Festival (VS) evenals op het Hong Kong Arts Festival, het Istanbul Festival en in de Royal Albert Hall op de BBC Proms in 2005.

### Samenwerkingen met dirigenten en orkesten
Te Brummelstroete werkte onder andere samen met dirigenten en orkesten als Frans Brüggen en het Orkest van de Achttiende Eeuw, met John Eliot Gardiner en het Monteverdi Choir, met Christian Thielemann, Iván Fischer, Daniel Harding, Sir Neville Marriner, Sir Roger Norrington, Ton Koopman, Neeme Järvi, Richard Egarr, Hartmut Haenchen en Kent Nagano.
Ze werd begeleid door het Koninklijk Concertgebouworkest Amsterdam, het Rotterdams Philharmonisch Orkest, de English Baroque Soloists, het Orchestra of the Age of Enlightenment, de Academy of Ancient Music, het Orchestre de Paris, het Royal Liverpool Philharmonic Orchestra en de Münchner Philharmoniker.
Ze trad op in grote concertzalen zoals het Théâtre des Champs-Élysées en Salle Pleyel in Parijs, het Wiener Konzerthausen de Wiener Musikverein te Wenen, de Royal Albert Hall, Barbican Centre, Queen Elizabeth Hall en Wigmore Hall in Londen, het Palau de la Musica in Barcelona en het Teatro Colon in Buenos Aires (Argentinië).

## DVD's en discografie[3]

### DVD's
- DVD "In search for Haydn", Wilke te Brummelstroete e.a., (filmed and directed by Phil Grabsky, narrated by Juliet Stevenso)
- DVD Richard Wagner - Die Walküre, Wilke te Brummelstroete e.a. (opname Bayreuther Festspiele 21 Augustus 2010) (Opus Arte OA 1045 D; CD Opus Arte OACD9000BD)
- DVD Claudio Monteverdi - L'incoronazione di Poppea, Wilke te Brummelstroete e.a. (DNO, Les Talens Lyriques, Christoph Rousset, Pierre Audi) (Opus Arte OA 0924 D)
- DVD Francesco Cavalli - Ercole Amante, Wilke te Brummelstroete e.a. (DNO, Concerto Köln, Ivor Bolton, David Alden) (Opus Arte: OABD7050D)

### CD's
- Jef van Hoof, Kunstliederen, Wilke te Brummelstroete en Jozef De Beenhouwer, piano (PHAEDRA PG 92090)
- L. Beethoven - De negen Symphoniën, Wilke te Brummelstroete e.a. (Orchestra of the 18th century, Frans Brüggen) (Label The Grand Tour, Limited Edition)
- J. S. Bach Cantatas – Volume 1, Wilke te Brummelstroete e.a. (Monteverdi Choir, English Baroque Soloists, Sir John Eliot Gardiner) (SDG 101)
- J. S. Bach Cantatas – Volume 20, Wilke te Brummelstroete e.a. (English Baroque Soloists, Sir John Eliot Gardiner) (SDG 153)
- J. S. Bach - Missae Breves BWV 233 - 236, Wilke te Brummelstroete e.a. (Capella Brugensis, Collegium Instrumentale Brugense, Patrick Peire) (Eufoda CD 13190)
- J. S. Bach - Matthaüs Passion, Wilke te Brummelstroete e.a. (koor en orkest van de Bayerische Rundfunk, Peter Dijkstra) (BR Production)
- Ludwig von Beethoven - Symphony No. 9 (Complete symphonies vol. 5), Wilke te Brummelstroete e.a. (Netherlands Symphony Orchestra, Jan Willem de Vriend) (Challenge Classics | 0608917253320 | CC 72533 | 01-2012)
- Ludwig von Beethoven - Symphony No. 9, Wilke te Brummelstroete e.a. (London Symphony Orchestra, Yondani Butt) (Nimbus 6146)
- Joseph Haydn - Missa in tempore belli / Salve Regina, Wilke te Brummelstroete e.a. (Prima La Musica, Dirk Vermeulen) (Eufoda CD EUF 1305)
- Maurice Duruflé - Requiem en Motetten, Brabants Kamerkoor, Wilke te Brummelstroete en Wout Oosterkamp(Erasmus Records WVH 160)
- Constantijn Huygens - Pathodia Sacra et Profana, Wilke te Brummelstroete e.a. (NM Classics 92109)
- Wolfgang Amadeus Mozart - Requiem, Wilke te Brummelstroete e.a. (Orchestra of the Eighteenth Century, Nederlands Kamerkoor, Frans Brüggen) (Glossa GCD 921111)
- Domenico Scarlatti - Arias and Sonatas, Aurelia Saxofoon Kwartet en Wilke te Brummelstroete (Vanguard Classics 99177)
- Joep Straesser - Album (liederen), Wilke te Brummelstroete en Leo Smit Ensemble (Emergo EC38942)
- Leo Smit - Complete Works, Chamber music, Wilke te Brummelstroete e.a. (Donemus CV90-93)
- J.S. Bach - Matthäus Passion, Wilke te Brummelstroete e.a. (Orchestra of the Eighteenth Century, Nederlands Kamerkoor, Frans Brüggen) (Philips 473 263-2)
- Georg Friedrich Händel - Arianna in Creta, Wilke te Brummelstroete (Teseo) e.a. (Philharmonia Baroque Orchestra San Francisco, Nicholas McGegan) (CD Göttinger Händel-Gesellschaft)
- Georg Friedrich Händel - Jephtha, Wilke te Brummelstroete (Storge) e.a. (The English Concert, Nicholas McGegan) (CD Göttinger Händel-Gesellschaft CD)
- Georg Friedrich Händel - Alcina, Wilke te Brummelstroete (Ruggiero) e.a. (Philharmonia Baroque Orchestra, Nicolas McGegan) (CD Göttinger Händel-Gesellschaft)
- Anthony Dvorák - Stabat Mater, Wilke te Brummelstroete e.a. (Brabant Koor, Het Brabant Orkest, Jan Willem de Vriend) (KRO ES 47.407)
- Alphons Diepenbrock - Memorare (liederen), Wilke te Brummelstroete en Bernard Bartelink, orgel (KRO 94009)
- Vrienden van het Lied - (Liederen van Daniël de Lange en Jan Brandts Buys), Wilke te Brummelstroete en Hans Adolfsen, piano (Sweetlove SLR 9401255)
- René Samson - In Limine (liederen), Wilke te Brummelstroete en Amsterdam Bridge Ensemble (Sol 005)
- Belle Van Zuylen - Een muzikaal verhaal (liederen), Wilke te Brummelstroete en Utrechts Barok Consort (Slot Zuylen Stemra 423206)